# Moroni (Utah)
Moroni és una població dels Estats Units a l'estat de Utah. Segons el cens del 2000 tenia 1.280 habitants.

## Demografia
Segons el cens del 2000, Moroni tenia 1.280 habitants, 399 habitatges, i 316 famílies. La densitat de població era de 461,9 habitants per km².
Dels 399 habitatges en un 46,4% hi vivien nens de menys de 18 anys, en un 68,2% hi vivien parelles casades, en un 8% dones solteres, i en un 20,6% no eren unitats familiars. En el 19,3% dels habitatges hi vivien persones soles el 14,3% de les quals corresponia a persones de 65 anys o més que vivien soles. El nombre mitjà de persones vivint en cada habitatge era de 3,21 i el nombre mitjà de persones que vivien en cada família era de 3,7.
Per edats la població es repartia de la següent manera: un 35,5% tenia menys de 18 anys, un 10,2% entre 18 i 24, un 21,1% entre 25 i 44, un 20,2% de 45 a 60 i un 13% 65 anys o més.
L'edat mediana era de 28 anys. Per cada 100 dones de 18 o més anys hi havia 93,9 homes.
La renda mediana per habitatge era de 32.375 $ i la renda mediana per família de 39.583 $. Els homes tenien una renda mediana de 30.739 $ mentre que les dones 21.875 $. La renda per capita de la població era de 12.527 $. Entorn del 8,8% de les famílies i el 12,5% de la població estaven per davall del llindar de pobresa.

## Poblacions més properes
El següent diagrama mostra les poblacions més properes.